# Margaret Smith-Court
Margaret Smith-Court (Albury, 16 juli 1942) is een voormalig Australisch tennisspeelster. Ze won in totaal 63 grandslamtitels, waarvan 24 in het enkelspel (meer dan welke andere vrouwelijke tennisspeler ooit), 19 in het vrouwendubbelspel en 20 in het gemengd dubbelspel. Van die 24 enkelspeltitels won zij er elf op het Australian Open, vijf op Roland Garros, drie op Wimbledon en vijf op het US Open. Haar topjaren waren de jaren 60 van de twintigste eeuw. Zij was in 1970 de tweede vrouw ooit en de eerste professionele vrouw, die een grand slam op haar naam schreef, door alle vier de grote grandslamtoernooien in één jaar te winnen. Zij is daarnaast de enige persoon die naast een grand slam in het enkelspel tevens een career slam in het dubbelspel realiseerde. In 1979 werd ze opgenomen in de prestigieuze Tennis Hall of Fame. In 1993 werd zij tevens in de Australische Tennis Hall of Fame opgenomen.

## Biografie
Margaret werd op 16 juli 1942 in Albury in New South Wales geboren als Margaret Jean Smith. Ze begon met het spelen van tennis op haar achtste en toen ze zeventien jaar was, won ze haar eerste van zeven Australian Open-titels op rij. In 1966 stopte zij tijdelijk met tennis, waarna ze trouwde (28 oktober 1967) en de naam Margaret Smith-Court aannam. In 1968 kwam ze terug en won in 1970 alle grandslamtoernooien in één jaar. In 1977 stopte ze definitief met tennissen.

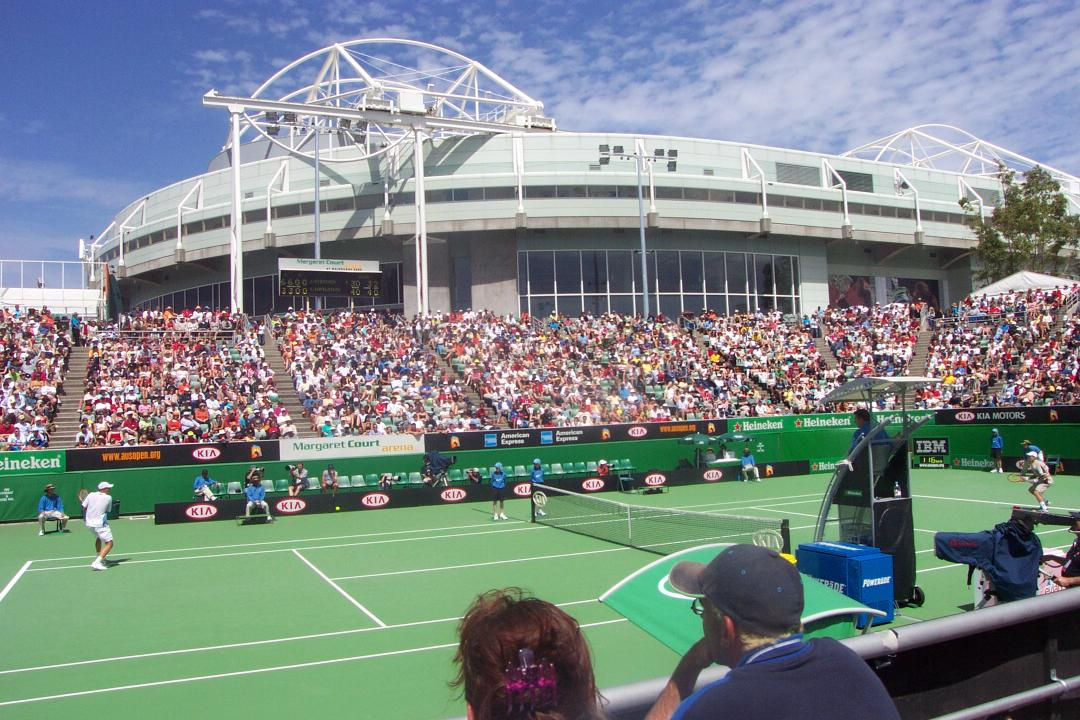
Op de voorgrond de Margaret Court Arena

In 2003 werd het zogenaamde Show Court One op het Melbourne Park, waar ieder jaar het Australian Open wordt gehouden, hernoemd tot Margaret Court Arena. In mei 2017 riepen verschillende (oud-)tennissters, waaronder Martina Navrátilová, Richèl Hogenkamp en Casey Dellacqua, op om de naam van het stadion te veranderen. Court, die in de jaren zeventig geassocieerd raakte met de pinksterbeweging had zich verscheidene keren in afwijzende zin uitgesproken tegen het huwelijk van mensen van dezelfde sekse. Zo had ze verklaard niet meer met de luchtvaartmaatschappij Qantas te zullen vliegen omdat de directeur daarvan zich positief had uitgelaten over het homohuwelijk. Bij de Australian Open in januari 2020 herhaalde Navrátilová deze protestactie samen met oud-tennisser John McEnroe, eveneens met veel ophef tot gevolg.

## Palmares

### Gewonnen grandslamtoernooien enkelspel
| jaar | toernooi             | tegenstandster in finale | score                |
| ---- | -------------------- | ------------------------ | -------------------- |
| 1960 | Australian Open (1)  | Jan Lehane               | 7–5, 6–2             |
| 1961 | Australian Open (2)  | Jan Lehane               | 6–1, 6–4             |
| 1962 | Australian Open (3)  | Jan Lehane               | 6–0, 6–2             |
| 1962 | Roland Garros (1)    | Lesley Turner            | 6–3, 3–6, 7–5        |
| 1962 | US Open (1)          | Darlene Hard             | 9–7, 6–4             |
| 1963 | Australian Open (4)  | Jan Lehane               | 6–2, 6–2             |
| 1963 | Wimbledon (1)        | Billie Jean Moffitt      | 6–3, 6–4             |
| 1964 | Australian Open (5)  | Lesley Turner            | 6–3, 6–2             |
| 1964 | Roland Garros (2)    | Maria Bueno              | 5–7, 6–1, 6–2        |
| 1965 | Australian Open (6)  | Maria Bueno              | 5–7, 6–4, 5–2 opgave |
| 1965 | Wimbledon (2)        | Maria Bueno              | 6–4, 7–5             |
| 1965 | US Open (2)          | Billie Jean Moffitt      | 8–6, 7–5             |
| 1966 | Australian Open (7)  | Nancy Richey             | walk-over            |
| 1969 | Australian Open (8)  | Billie Jean King         | 6–4, 6–1             |
| 1969 | Roland Garros (3)    | Ann Haydon-Jones         | 6–1, 4–6, 6–3        |
| 1969 | US Open (3)          | Nancy Richey             | 6–2, 6–2             |
| 1970 | Australian Open (9)  | Kerry Melville           | 6–1, 6–3             |
| 1970 | Roland Garros (4)    | Helga Niessen            | 6–2, 6–4             |
| 1970 | Wimbledon (3)        | Billie Jean King         | 14–12, 11–9          |
| 1970 | US Open (4)          | Rosie Casals             | 6–2, 2–6, 6–1        |
| 1971 | Australian Open (10) | Evonne Goolagong         | 2–6, 7–6, 7–5        |
| 1973 | Australian Open (11) | Evonne Goolagong         | 6–4, 7–5             |
| 1973 | Roland Garros (5)    | Chris Evert              | 6–7, 7–6, 6–4        |
| 1973 | US Open (5)          | Evonne Goolagong         | 7–6, 5–7, 6–2        |

## Resultaten grandslamtoernooien
| Legenda | Legenda                          |
| ------- | -------------------------------- |
| g.t.    | geen toernooi gehouden           |
| l.c.    | lagere categorie                 |
| –       | niet deelgenomen                 |
| G       | uitgeschakeld in de groepsfase   |
| 1R      | uitgeschakeld in de eerste ronde |
| 2R      | uitgeschakeld in de tweede ronde |
| 3R      | uitgeschakeld in de derde ronde  |
| 4R      | uitgeschakeld in de vierde ronde |
| KF      | uitgeschakeld in de kwartfinale  |
| HF      | uitgeschakeld in de halve finale |
| F       | de finale verloren               |
| W       | het toernooi gewonnen            |
| w-v     | winst/verlies-balans             |

### Enkelspel
| Australian Open | 2R | W | W  | W  | W  | W  | W | W  | F  | W  | W | W  | –  | W  | KF |
| Roland Garros   | –  | – | KF | W  | KF | W  | F | HF | –  | W  | W | 3R | –  | W  | –  |
| Wimbledon       | –  | – | KF | 2R | W  | F  | W | HF | KF | HF | W | F  | –  | HF | HF |
| US Open         | –  | – | HF | W  | F  | 4R | W | –  | KF | W  | W | –  | HF | W  | KF |

### Vrouwendubbelspel
| Australian Open | KF | F | W  | W  | W | F | W  | F | HF | W | W  | W  | – | W  | F  | KF |
| Roland Garros   | –  | – | 3R | F  | F | W | W  | W | –  | F | HF | HF | – | W  | –  | –  |
| Wimbledon       | –  | – | F  | HF | F | W | 3R | F | KF | W | HF | F  | – | KF | KF | –  |
| US Open         | –  | – | 2R | KF | W | F | –  | – | W  | F | W  | –  | F | W  | W  | –  |

### Gemengd dubbelspel
| Australian Open | –  | – | W | W | F | HF | F | F  | –  | –  | – | – | –  |
| Roland Garros   | HF | – | W | W | W | 3R | – | W  | HF | 3R | – | – | –  |
| Wimbledon       | HF | – | W | F | W | W  | W | HF | 2R | F  | – | – | W  |
| US Open         | W  | W | W | W | W | –  | – | W  | W  | –  | W | F | HF |